# Paulus Roelof Cantz'laar
Paulus Roelof Cantz'laar (Amsterdam, 22 november 1771 - Paramaribo, 15 december 1831) was een Nederlands koloniaal bewindsman.
Cantz'laar begaf zich in 1790 als adelborst in 's lands zeedienst en werd in 1793 bevorderd tot luitenant-ter-zee. In 1795 met het gehele korps zeeofficieren afgedankt, trad hij in 1799 weer in dienst en werd op 23 augustus 1800 bevorderd tot luitenant-ter-zee 1e klasse en op 23 november 1804 tot kapitein-luitenant. In 1808 verkreeg hij de titel van luitenant-kolonel. Na een zeegevecht op 21 oktober 1813 werd hij als krijgsgevangene naar Engeland gebracht, waar hij tot na de omwenteling van 1813 bleef.
In 1814 werd hij benoemd tot kapitein-ter-zee en tot commandant van het door hem in dat jaar opgerichte bataljon mariniers. In 1815 volgde zijn benoeming tot gouverneur van Sint Maarten en Saba, waarvan hij op 6 januari 1816 het bestuur overnam. Hij bleef hier tot 1820, toen hij tot schout-bij-nacht werd bevorderd en benoemd tot gouverneur van Curaçao en Onderhorigheden. In 1828 vertrok hij als eerste gouverneur-generaal over de gezamenlijke Nederlandse West-Indische bezittingen naar Paramaribo, waar hij op 15 december 1831 overleed nadat hij op 11 november van dat jaar zijn werkzaamheden wegens ziekte had moeten overdragen aan de procureur-generaal van Suriname, Evert Ludolph van Heekeren.